# Lapeyrouse-Mornay
Lapeyrouse-Mornay è un comune francese di 1 122 abitanti situato nel dipartimento della Drôme della regione dell'Alvernia-Rodano-Alpi.

## Società

### Evoluzione demografica
Abitanti censiti